# Lingua tabasarana
La lingua tabasarana, detta anche tabasaran o tabassarana  (nome nativo: табасаран чIал, tabasaran č̣al; in russo табасаранский язык?, tabasaranskij jazyk), è una lingua caucasica nordorientale parlata nella Federazione Russa, nella repubblica del Daghestan.

## Distribuzione geografica
Al censimento russo del 2010 il tabasarano risultava parlato da 126.000 persone, stanziate in prevalenza nel Daghestan meridionale. La lingua è attestata anche in altre repubbliche ex-sovietiche asiatiche, quali Azerbaigian, Kazakistan, Turkmenistan e Uzbekistan.

### Dialetti e lingue derivate
Si distinguono due dialetti, il tabasarano settentrionale o khanag e il tabasarano meridionale.

## Classificazione
Secondo Ethnologue, la classificazione completa della lingua tabasarana è la seguente:
- Lingue caucasiche settentrionali
  - Lingue caucasiche orientali
    - Lingue lesghiane
      - Lingue lesghiane nucleari
        - Lingue lesghiane orientali
          - Lingua tabasarana

## Sistema di scrittura
La lingua tabasarana è scritta in alfabeto cirillico.